# Alepes

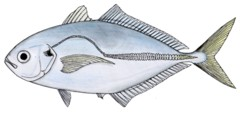
Alepes apercna

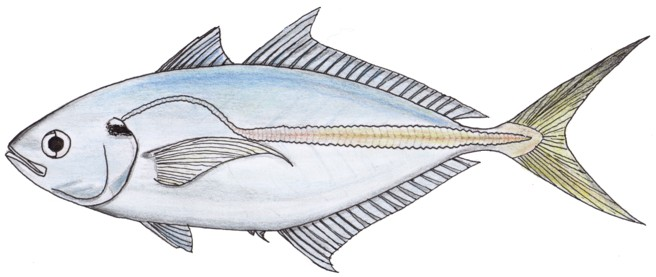
Alepes djedaba

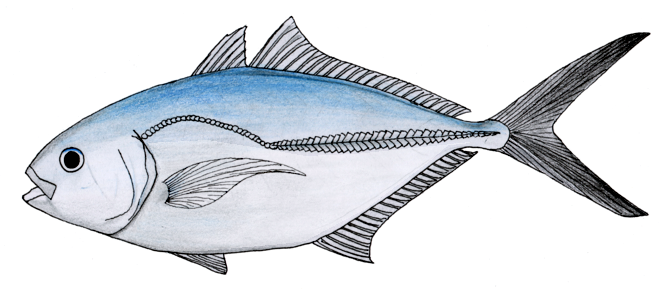
Alepes vari

Alepes és un gènere de peixos pertanyent a la família dels caràngids.

## Etimologia
Del grec alepis (sense escates).

## Descripció
- Són espècies relativament petites (de menys de 20 cm de longitud), llevat de la més grossa, Alepes vari, la qual pot arribar a fer 56 cm de llargària total.
- Cos força comprimit i de color blau, verd o gris al dors i blanc platejat per sota. Tan sols l'espècie Alepes kleinii presenta franges o marques.
- Dents en ambdues mandíbules, les quals es distribueixen en una sola filera contínua.
- Dues aletes dorsals: la primera amb espines febles i la segona amb una sola espina seguida d'un cert nombre de radis tous.
- L'aleta anal té dues espines separades.
- Llurs línies laterals fan una corba de moderada a forta segons l'espècie en qüestió.[4][5][6]

## Reproducció
A hores d'ara, només se'n coneix la de l'espècie Alepes kleinii, la qual fresa un sol cop al llarg d'uns pocs mesos i alliberant petits ous transparents i pelàgics.

## Alimentació
Es nodreixen de peixos, cefalòpodes, crustacis (com ara, copèpodes, decàpodes i gambes) i tunicats.

## Hàbitat
Són peixos pelàgics que es troben des de prop de la superfície fins als 1.000 m de fondària.

## Distribució geogràfica
Es troba a les aigües tropicals i subtropicals de l'Índic, el Pacífic, el mar Roig i la mar Mediterrània.

## Taxonomia
- Alepes apercna (Grant, 1987)[8]
- Alepes djedaba (Forsskål, 1775)[9]
- Alepes kleinii (Bloch, 1793)[10]
- Alepes melanoptera (Swainson, 1839)[11]
- Alepes pin †(Bannikov, 1985)
- Alepes vari (Cuvier, 1833)[12][13][14][15][16][17][18]

## Ús comercial
La seua carn és de bona qualitat i en alguns indrets es comercialitza fresca, assecada o en salaó. No són apreciats pels afeccionats a la pesca esportiva, encara que, de vegades, són emprats com a esquer o capturats accidentalment.